# Walter Werginz
Walter Werginz, född 18 augusti 1913, död 21 mars 1944, var en österrikisk fotbollsspelare.
Werginz blev olympisk silvermedaljör i fotboll vid sommarspelen 1936 i Berlin.